# Slowaaks voetbalelftal in 1992
Het Slowaaks voetbalelftal speelde één officieuze interland in het jaar 1992, hoewel het land formeel nog deel uitmaakte van Tsjecho-Slowakije. Het duel betrof een vriendschappelijke interland tegen het pas onafhankelijk geworden Litouwen. Beide landen waren op het moment van spelen (14 oktober) nog geen lid van de wereldvoetbalbond FIFA. De wedstrijd werd gespeeld in het Žalgiris Stadion in Vilnius en met 1-0 gewonnen door de Slowaken dankzij een doelpunt in de 25ste minuut van Július Šimon. Slowakije stond in 1992 onder leiding van bondscoach Jozef Jankech.

## Balans
| Wedstrijden | Wedstrijden | Wedstrijden | Wedstrijden | Doelpunten | Doelpunten | Doelpunten | Punten |
| Gespeeld    | Winst       | Gelijk      | Verlies     | Voor       | Tegen      | Saldo      | Punten |
| ----------- | ----------- | ----------- | ----------- | ---------- | ---------- | ---------- | ------ |
| 1           | 1           | 0           | 0           | 1          | 0          | +1         | 2.000  |

## Interlands
|                                                                |          |                  |           |                                                                                  |
| 14 oktober Vriendschappelijk Officieus duel «onderlinge duels» | Litouwen | 0 – 1            | Slowakije | Žalgiris Stadion, Vilnius Toeschouwers: 500 Scheidsrechter: Sergejus Slyva (LTU) |
| 14 oktober Vriendschappelijk Officieus duel «onderlinge duels» |          | 25' Július Šimon |           | Žalgiris Stadion, Vilnius Toeschouwers: 500 Scheidsrechter: Sergejus Slyva (LTU) |

## Details
| Litouwen | 0 – 1        | Slowakije |
| | goals        | 25' Július Šimon |
| Algimantas Liubinskas | bondscoach   | Jozef Jankech |
| Gintaras Staučė Remigijus Sakalas Virginijus Baltušnikas Andrius Tereškinas 72' Valdas Urbonas Stasys Danisevičius 46' Gintaras Kvitkauskas 46' Ricardas Zdančius Audrius Žuta Vaidotas Slekys 59' Eimantas Poderis | opstellingen | Ladislav Molnár Miloš Tomáš Miroslav Chvíla Jaroslav Michalička Viliam Vidumský 88' Ján Solár 85' Jozef Kožlej 65' Július Šimon Tibor Jančula 73' Pavol Diňa Stanislav Moravec |
| Edgaras Tumasonis 46' Irmantas Stumbrys 46' Robertas Žalys 59' Vytautas Apanavičius 72' | wissels      | 65' Marek Ujlaky 73' Ondrej Daňko 85' Zsolt Hornyák 88' Peter Furda |
| Andrius Tereškinas ??' | gele kaarten | |

SFZ · A-internationals · Bondscoaches · Statistieken · Slowaaks vrouwenelftal · Olympisch elftal · Slowakije U21 · Slowakije U20 · Slowakije U19 · Slowakije U18 · Slowakije U17 · Slowakije U16
1939 – 1944 · 1992 – 1999 · 2000 – 2009 · 2010 – 2019 · 2020 − 2029
EK's: 2016 · 2020 · 2024
WK's: 2010
OS: 2000
1939 · 1940 · 1941 · 1942 · 1943 · 1944 · 1945–1991 · 1992 · 1993 · 1994 · 1995 · 1996 · 1997 · 1998 · 1999 · 2000 · 2001 · 2002 · 2003 · 2004 · 2005 · 2006 · 2007 · 2008 · 2009 · 2010 · 2011 · 2012 · 2013 · 2014 · 2015 · 2016 · 2017 · 2018 · 2019 · 2020 · 2021
Algerije · 
Andorra · 
Argentinië ·
Armenië · 
Australië · 
Azerbeidzjan · 
België · 
Bolivia · 
Bosnië en Herzegovina · 
Brazilië · 
Bulgarije · 
Chili · 
Colombia · 
Costa Rica · 
Cyprus · 
Denemarken · 
Duitsland · 
Egypte · 
Engeland · 
Estland · 
Faeröer · 
 Finland · 
Frankrijk · 
Georgië · 
Gibraltar · 
Griekenland · 
Guatemala · 
Hongarije · 
Ierland · 
IJsland · 
Iran · 
Israël · 
Italië · 
Japan · 
Joegoslavië · 
Jordanië · 
Kameroen · 
Kazachstan ·
Koeweit ·
Kroatië · 
Letland · 
Libanon ·
Liechtenstein · 
Litouwen ·
Luxemburg · 
Malta · 
Marokko · 
Mexico ·
Moldavië · 
Montenegro ·
Nederland · 
Nieuw-Zeeland · 
Noord-Ierland ·
Noord-Macedonië ·
Noorwegen ·
Oeganda · 
Oekraïne · 
Oezbekistan · 
Oostenrijk · 
Paraguay · 
Peru · 
Polen · 
Portugal · 
Roemenië · 
Rusland · 
San Marino · 
Saoedi-Arabië · 
Schotland · 
Servië en Montenegro ·
Slovenië · 
Spanje · 
Thailand · 
Tsjechië · 
Turkije · 
Verenigde Arabische Emiraten · 
Verenigde Staten · 
Wales · 
Wit-Rusland · 
Zuid-Korea · 
Zweden · 
Zwitserland
Engeland (2016) ·
Nieuw-Zeeland (2010) · 
Polen (2021) · 
Rusland (2016) · 
Spanje (2021) · 
Wales (2016) · 
Zweden (2021)